# ギャラント・メン
『ギャラント・メン』（英語原題:The Gallant Men）は、1962年から1963年にかけてアメリカABCにて放映された、第二次世界大戦を舞台にしたテレビ戦争映画である。製作はワーナー・ブラザース・テレビジョン。原題は「勇敢なる人々」。

## 概要
1944年、イタリアのサレルノ海岸に上陸したアメリカ陸軍の第36歩兵部隊の戦場での活躍と兵士たちの様々な葛藤を従軍記者コリン・ライトの視点で描く作品である。このコリン・ライトは沖縄で戦死した高名な従軍記者アーニー・パイルをモデルとしたといわれている。
1962年秋の新シーズンは、前年の「ベン・ケーシー」や「弁護士プレストン」などの医者や弁護士ものがスタートした反動で、動きのあるアクションものの新作が求められて西部劇がもはや暴力番組として批判される中で、戦争を題材として人間性を掘り下げて描く方針の下にテレビ戦争映画が2本スタートした。それが「コンバット!」と「ギャラント・メン」であった。
独立プロのセルマー・プロが製作したコンバット!は主演に強烈な個性を持った俳優を配したのに比べて、大手であるワーナーブラザースはテレビシリーズで端役を演じていた俳優を主演にして、ヒューマンドラマとして描き、抒情的で地味な作風となって視聴率が不振で結局1シーズン26話の放送で終了した。

## 放送
アメリカでは1962年10月5日から1963年3月30日までアメリカ・ABCにて全26話が放送された。日本では1963年2月から7月まで、NETテレビ（現・テレビ朝日）にて放映された。放送時間は、2月から3月までは金曜21:15 - 22:11だったが、4月以降は15分繰上り、金曜21:00 - 21:56となった。ただし全26話のうち、第18回「The Leathernecks」は未放映で日本放映は全25話である。
このドラマは日米ともに放送時間が金曜日の夜であったが、どちらも裏に強力な番組があったことも、視聴率不振の一因でもあった。アメリカでは「ローハイド」と重なり、日本では「ベン・ケーシー」が40％以上の視聴率を取っていた頃にスタートしていた。

## その他
1962年春に、秋の新シーズンから1時間物の戦争映画が2本製作されるというニュースが入って、日本のテレビ各局が争奪戦を繰り広げた。実は期待されたのは「コンバット」ではなく、この「ギャラント・メン(勇敢なる人々)」の方であった。大手のワーナー・ブラザース製作で有名なアーニー・パイルの手記を基にした人間ドラマであることで、ユニーバーサル系だが独立プロダクションのセルマー・プロが製作する「コンバット」は戦争アクション物として一段低い評価であった。しかし「ギャラント・メン」の獲得に失敗したTBSが「コンバット」を購入して、もともとプロ野球中継枠であった水曜日夜に秋から放送が可能であった好条件を有効に使い、1ヵ月遅れるだけの11月からの放送でしかもこの時に映画「史上最大の作戦」がロードショーで上映されるタイミングでうまく宣伝ができて、日本で初の戦争テレビ映画としてスタートが切れた。一方「ギャラント・メン」は放送時期が遅れ(2月スタートは当時としては遅くはない)、二番煎じのように見られて、しかも内容がもう一つで本国では1シーズンで終わってしまう結果となった。
レギュラーでピート・アンジェロ上等兵を演じたエディー・フォンティーンが歌う挿入歌「MY HEART BELONGS TO YOU」は「戦場の恋」という邦題で日本国内でもシングルレコードが発売されヒットし、日本ではフランク永井がカバーして、「ギャラント・メン」放送時もタイトルに使用されていた。また「Lesson For Lovers」のエピソードでも戦場の恋が効果的に歌われている。エディー・フォンティーンは当時ロカビリー歌手として音楽シーンでも活躍していたが、この「ギャラント・メン」のオーディションを受けアンジェロ役を射止めた。劇中では「スイート・ジョージア・ブラウン」や「ベビー・フェイス」など15曲以上を披露している。

## キャスト
（カッコ内は日本語版吹き替え）
- ウィリアム・レイノルズ - ジム・ベネティクト大尉（松本朝夫）
- ロバート・マッキーニ - コンリー・ライト従軍記者（原保美）
- ロバート・リッジリイ - フランク・キンブロ中尉（細川俊夫）
- リチャード・X・スラッタリー - ジョン・マッケナ軍曹（桑山正一）
- エディー・フォンティーン - ピート・アンジェロ上等兵（田中明夫）
- ローランド・ラ・スタルザ - アーニー・ルカビッチ一等兵（本郷淳）
- ロジャー・デイビス - ロジャー・ギブソン一等兵（加藤恵一）
- ロバート・ゴース - サム・ハンソン一等兵
- ポンシーポンセ（第100大隊-ワンプカプカ部隊 Harry Ochi）
- ジョージ・タケイ（同 Frank Fakuda）